# Chromosom 12 (Mensch)

Idiogramm des menschlichen Chromosoms 12

Chromosom 12 ist eines von 23 Chromosomen-Paaren des Menschen. Ein normaler Mensch hat in den meisten seiner Zellen zwei weitgehend identische Kopien dieses Chromosoms.

## Entschlüsselung des Chromosoms 12
Das Chromosom 12 besteht aus 132 Millionen Basenpaaren. Ein Basenpaar ist die kleinste Informationseinheit der DNA. Das Chromosom 12 enthält etwa 4 bis 4,5 % der gesamten DNA einer menschlichen Zelle. Die Identifizierung der Gene auf diesem Chromosom ist der Teil eines laufenden Prozesses zur Entschlüsselung des menschlichen Erbgutes. Auf dem Chromosom 12 befinden sich zwischen 1000 und 1400 Gene. Bisher sind 1069 davon bekannt.

## Bekannte Gene auf dem Chromosom 12
Das Chromosom 12 enthält unter anderem folgende Gene:
- IAPP: Insel-Amyloid-Polypeptid
- ALK-1: activin receptor-like kinase 1
- LRRK2: Dardarin
- GAPDH: Glycerinaldehyd-3-phosphat-Dehydrogenase
- VWF: Von-Willebrand-Faktor
- Insulinähnliche Wachstumsfaktoren (IGF): Gen für Insulin-like growth factor 1 (IGF 1)[3]

## Medizinische Bedeutung

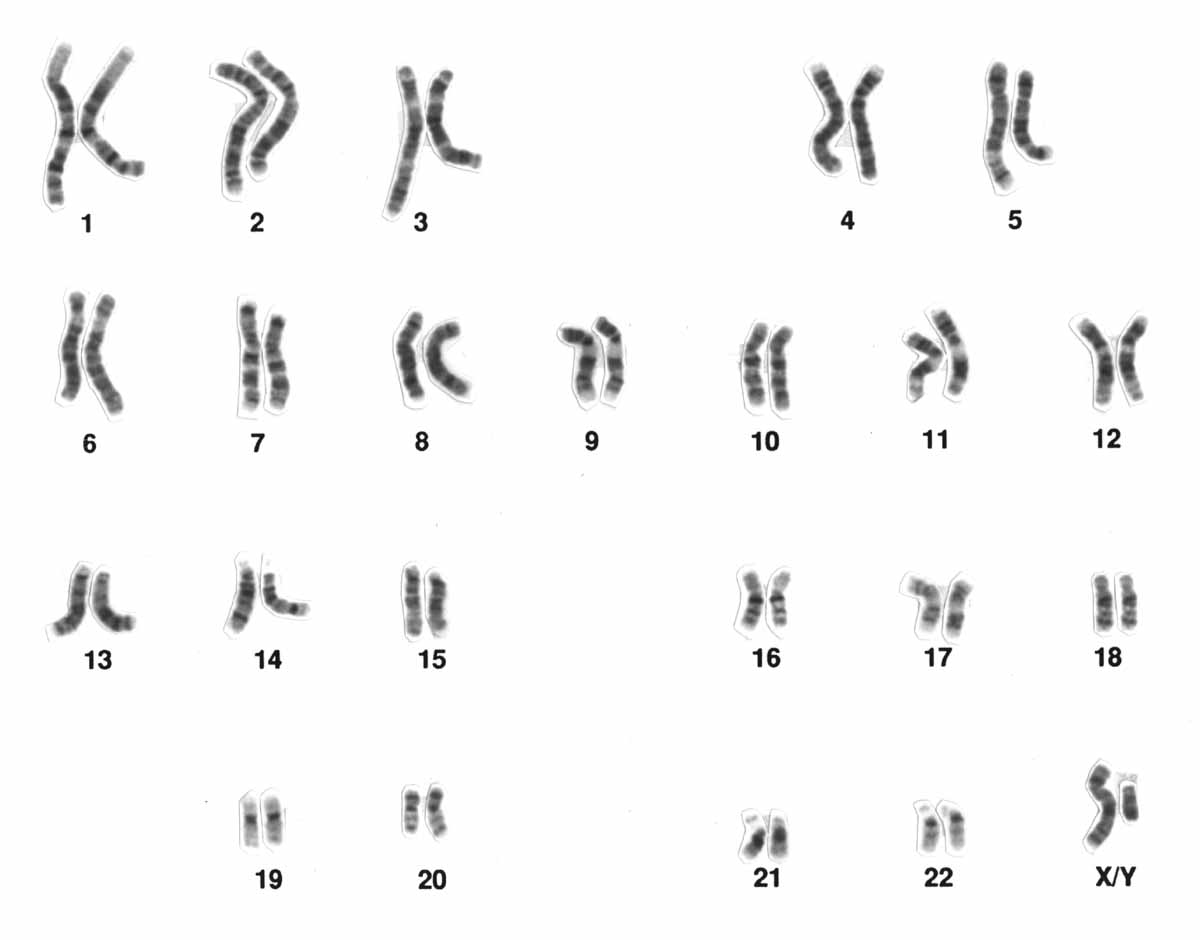
Die 46 Chromosomen des Menschen

Mit den auf dem Chromosom 12 befindlichen Genen werden folgende genetisch bedingte Krankheiten oder Symptome in Verbindung gebracht. Dies sind unter anderem:
- Hyper-IgD-Syndrom
- Holt-Oram-Syndrom
- LEOPARD-Syndrom
- Morbus Tarui
- Morbus Osler[5]
- Noonan-Syndrom
- Pallister-Killian-Syndrom
- Phenylketonurie
- Stickler-Syndrom
- Trisomie 12
- Triosephosphat-Isomerase-Defizienz
- Vitamin-D-abhängige Rachitis Typ 2